# Sungai Rotan (Sungai Rotan)
Sungai Rotan is een bestuurslaag in het regentschap Muara Enim van de provincie Zuid-Sumatra, Indonesië. Sungai Rotan telt 1726 inwoners (volkstelling 2010).